# Diego Maroto

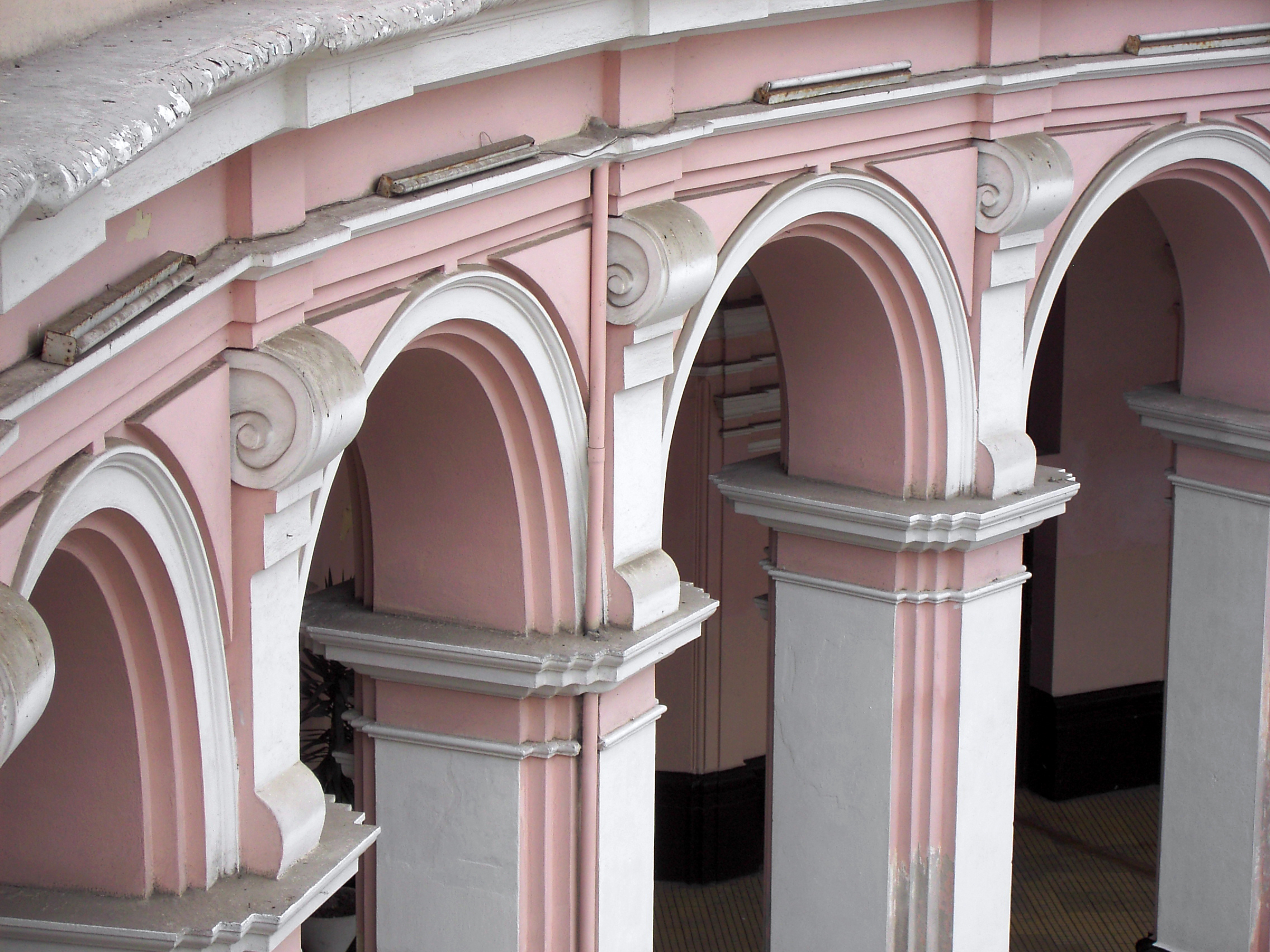
El claustro redondo en el Colegio de Santo Tomás, Lima.

Fray Diego Maroto (Camarena, Toledo, España, 7 de mayo de 1618–Lima, Perú, 1696), nacido como Diego Maroto Gutiérrez fue un alarife y dominico español que desarrolló su actividad en el Perú de la segunda mitad del siglo XVII. Desempeñó en Lima las tareas de Maestro Mayor de Fábricas de la Catedral Metropolitana, supervisor de las cofradías de alarifes y Maestro Mayor de las Fábricas Reales.

## Biografía y vida religiosa
Nació en Camarena (Toledo), el 7 de mayo de 1618. Sus padres fueron Pedro Maroto y Catalina Gutiérrez. Pasó sus primero años aprendiendo el oficio de albañil con su padre y consiguió ascender rápidamente, hasta convertirse en Maestro.
Probablemente, Diego partiría hacia el Virreinato de Perú en 1641 o 1642, desde el puerto de Sanlúcar de Barrameda. En su estancia en Sanlúcar, debido al gran contacto con diversas congregaciones, conventos y monasterios, se hace fraile Dominico in extremis o in articulo mortis.
Al llegar se instaló en Trujillo, donde pasó sus primeros meses, realizando los trazados iniciales de la Catedral de Trujillo. En 1643, se trasladó a Lima e ingresó en el convento de Santo Domingo. Allí perfeccionó sus habilidades arquitectónicas, ganando la confianza de grandes arquitectos y constructores. Trabajó codo a codo con fray Juan García, maestro mayor del convento, a quién sucedió en 1645, y Manuel Escobar, maestro albañil y alarife, con quiñen tuvo varios desencuentros. En 1653, se convirtió en Maestro Mayor catedralicio y en 1655, Maestro Mayor de Fábricas Reales.
Falleció en Lima el 24 de julio de 1697, posiblemente en el convento de Santo Domingo, según aparece en las actas capitulares de la Orden de Predicadores. Su vida estuvo profundamente ligada a la religión, lo que le permitió adquirir contactos y desarrollar unas grandes cualidades arquitectónicas.

## Obra
Como religioso de la Orden Dominicana, Maroto desarrolló una construcción de bóveda resistente a los terremotos. La técnica fue copiada después del terremoto de 1687 en muchas construcciones monumentales de Lima, como en la catedral y en la Iglesia del Convento de San Agustín el Grande de Lima. Su obra edificada comprende obras para los conventos masculinos y femeninos de la ciudad de Lima y para las parroquias y la catedral de Lima. Algunas de sus obras más destacadas son:
- Catedral de Trujillo (1943): A él se le atribuyen los primeros trazados de la planta, realizados en 1643. Aunque más tarde, en 1647, el maestro Francisco de Soto cambiaría parte del diseño.
- Portada y campanario de la Iglesia de La Limpia Concepción de Nuestra Señora de Lima (1649-1553).[4]
- Reconstrucción de la Iglesia convento de Santo Domingo y la Iglesia de la Merced de Cuzco (1950): Tras el terremoto que sacudió buena parte de Perú en 1650, Cuzco fue gravemente afectada y participó en la reconstrucción de estas dos obras fundamentales de la ciudad.
- Campanario del monasterio de La Concepción de Lima (1653).

- Portada y bóveda vaída de la iglesia del monasterio del Prado de Lima (1654): Esta iglesia se incluye en el Patrimonio de la Humanidad del centro histórico de Lima.

- Campanario y torre del convento dominicano de Nuestra Señora del Rosario de Lima (1659): Una de sus obras más destacadas. Fue el primer campanario de la iglesia. Constaba de tres cuerpos, y fue destruido por un terremoto en octubre de 1746.[4]

- Un claustro en el convento jesuita de San Pablo de Lima (1662).

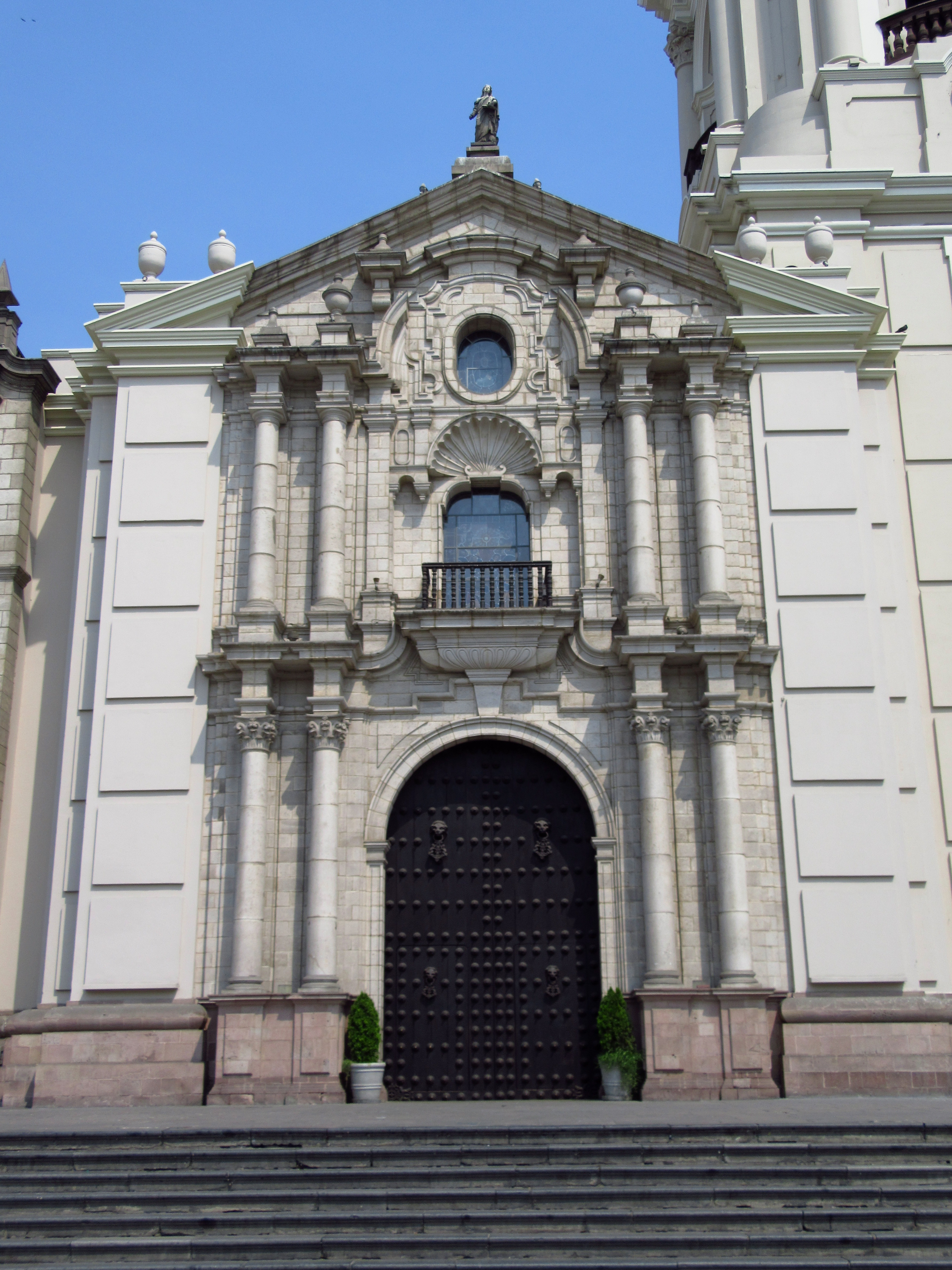
Iglesia del Sagrario, Lima.

- Iglesia del Sagrario de Lima (1663-1684): Fue una de sus obras más importantes. Su construcción inició en 1663 y debido a una serie de problemas burocráticos se terminó en 1684. Exteriormente, se tiene un estilo barroco, pero su interior es más austero, propio de los primeros años del Virreinato. Destacan los retablos dorados, muchos de los cuales son de estilo rococó y neoclásico. Una de las características más emblemáticas de esta iglesia es su puerta lateral, conocida como la Puerta de los Canónigos, que conecta directamente con la Catedral de Lima. En 1680 fue el encargado de realizar la cúpula. Esta iglesia se incluye en el Patrimonio de la Humanidad del centro histórico de Lima.[5]

- Colegio de Santo Tomás de Lima (1663–1668): Ahora Gran Unidad Escolar "Mercedes Cabello de Carbonera". El Claustro Mayor de dicha escuela es el único claustro redondo en suelo americano.

- Conversión de la Iglesia Conventual de Nuestra Señora del Rosario (1679): Pasando de un diseño gótico-isabelino a uno más funcional y acorde con las exigencias de la época. Introdujo elementos estructurales como bóvedas vaídas y cúpulas de madera y yeso, que representaban una evolución desde las cubiertas mudéjares.[6]

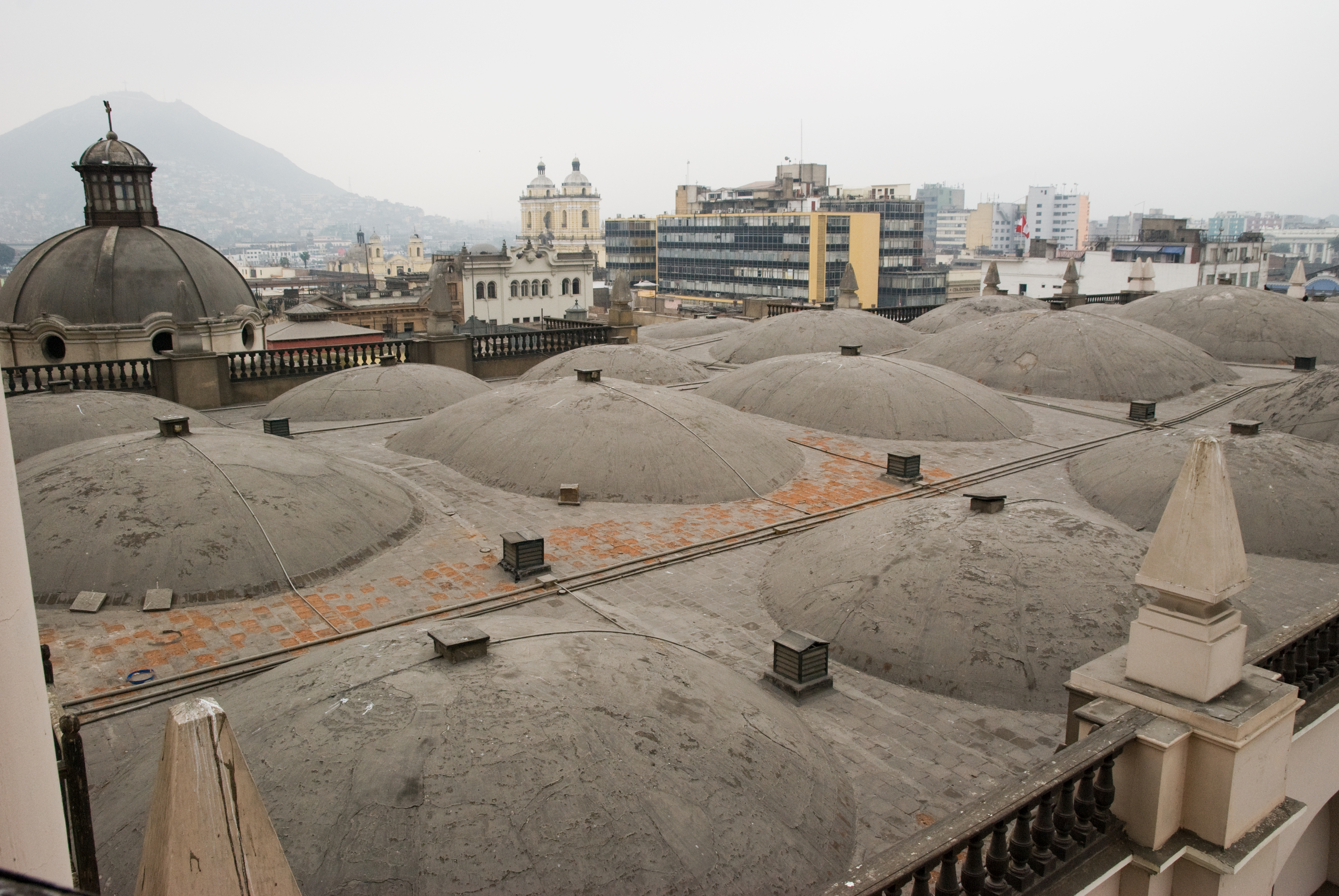
Bóvedas de la Catedral de Lima

- Reconstrucción de las bóvedas de la Catedral de Lima (1688-1692): Tras el terremoto de 1687, fue el encargado de reparar las bóvedas de la Catedral, optando por materiales más ligeros, que garantizaban la resistencia estructural ante futuros sismos. Esto enfrentó a algunos canónigos y arquitectos, que discrepaban del diseño técnico y estético. En 1688, redactó un documento conocido como "memoria para el templo", uno de los textos más importantes de la arquitectura virreinal limeña.[7]